# 11.º distrito congresional de Virginia
El 11.º distrito congresional es un distrito congresional que elige a un Representante para la Cámara de Representantes de los Estados Unidos por el estado de Virginia.  Según la Oficina del Censo, en 2011 el distrito tenía una población de 785 162 habitantes. Actualmente el distrito está representado por el Demócrata Gerry Connolly.

## Geografía
El 11.º distrito congresional se encuentra ubicado en las coordenadas 38°47′18″N 77°17′41″O / 38.78833, -77.29472.

## Demografía
Según la Oficina del Censo de los Estados Unidos, en 2011 había 785 162 personas residiendo en el 11.º distrito congresional. De los 785 162 habitantes, el distrito estaba compuesto por 525 713 (67%) blancos; de esos, 500 118 (63.7%) eran blancos no latinos o hispanos. Además 89 902 (11.5%) eran afroamericanos o negros, 2 560 (0.3%) eran nativos de Alaska o amerindios, 116 803 (14.9%) eran asiáticos, 604 (0.1%) eran nativos de Hawái o isleños del Pacífico, 45 273 (5.8%) eran de otras razas y 29 902 (3.8%) pertenecían a dos o más razas. Del total de la población 123 285 (15.7%) eran hispanos o latinos de cualquier raza; 20 093 (2.6%) eran de ascendencia mexicana, 7 915 (1%) puertorriqueña y 2 932 (0.4%) cubana. Además del inglés, había 101 849 (14%) personas de más cinco años que solamente hablaba el español en casa.
El número total de hogares en el distrito era de 264 683, y el 76.8% eran familias en la cual el 39 tenían menores de 18 años de edad viviendo con ellos. De todas las familias viviendo en el distrito, solamente el 62.6% eran matrimonios. Del total de hogares en el distrito, el 3.5 eran parejas que no estaban casadas, mientras que el 0.4% eran parejas del mismo sexo. El promedio de personas por hogar era de 2.94. 
En 2011 los ingresos medios por hogar en el distrito congresional eran de US$106 863, y los ingresos medios por familia eran de US$142 337. Los hogares que no formaban una familia tenían unos ingresos de US$60 709. El salario promedio de tiempo completo para los hombres era de US$76 153 frente a los US$58 832 para las mujeres. La renta per cápita para el distrito era de US$43 836. Alrededor del 3.9% de la población estaban por debajo del umbral de pobreza.